# Ярослав Ласький
Ярослав (Ярош) Ласький (пол. Jarosław Łaski; д/н — 1521) — державний діяч королівства Польського.

## Життєпис
Походив з польського магнатського роду Лаських гербу Кораб. Другий син Анджея Ласького, хорунжого сєрадзького. Замолоду одружився з представницею роду Лянцкоронських. Але вже у середині 1480-х років одружився з представницею роду Бакевичів. Проти другого шлюбу протестував королівський секретар Петро із Бніна Мошинський. У 1487 році королівський суд визнав їхній шлюб дійсним.
Почав свою кар'єру у 1488 році на посаді молодшого войського сєрадського. Потім став войським сєрадським. У 1493 році обирається від Сєрадського воєводства послом (делегатом) на вальний сейм у Пйотркуві. У 1497 році на виклик польського короля Яна I Ольбрахта брав участь у мобілізації посполитого рушення.
У 1502 році обрається послом на коронаційний сейм, де був затверджений королем Польщі великий князь литовський Олександр Ягеллончик. 1503 року призначається послом до мазовецького князя Конрада III. 1505 року обирається послом (депутатом) на сейм у Радомі, де домігся прийняття Статуту Ласького.
У 1506 року призначається воєводою ленчицьким. У 1507 році брав участь у наданні пільг місту Варті. Збільшив статки роду Лаських на околицях Ласька, прикупивши навколишні села. У 1508 році за згодою польського короля Сигізмунда I викупив королівські села під Ласьком. За свої заслуги в 1509 році отримав від короля будинок в Пйотркуві.
У 1511 році брав участь у сеймі в Пйотркуві. Того ж року отримав посаду воєводи сєрадського. У 1518 обирається послом на вальний сейм. За підтримки свого брата — примаса Яна Ласького став старостою і комендантом замку в Ловичі. Помер 1521 року.

## Родина
1. Дружина — невідома представниця Лянцкоронських
дітей не було
2. Дружина — Сюзанна Бакевич з Бонкови-Ґури
Діти:
- Станіслав (1491—1550), воєвода сєрадський
- Геронім (1496—1542), кравчий коронний (1520), воєвода серадська (1523—1542), староста мальборська
- Ян (1499—1560), архідиякон варшавський
- Анна (д/н — після 1517), дружина: 1) Якуба із Глінеку, старости візненського, 2) Миколая Косцелецького, воєвода іновроцлавського
- Сюзанна (д/н — після 1557), дружина Марцина Мишковського
- Катажина (д/н — 1568), дружина Яна Тенчинського, воєводи сандомирського
- Барбара, дружина Адама Влодзіславського (Лянцкоронського)